# 赫拉博韋茨 (圖利欽區)
48°49′20″N 28°58′56″E / 48.82222°N 28.98222°E
赫拉博韋茨（羅馬化：Hrabovets）是烏克蘭西部文尼察州圖利欽區布拉茨拉夫市鎮的村莊。該村面積1.31平方公里，海拔高度202米，人口275，人口密度每平方公里305.28人。